# ノガロ
ノガロ （Nogaro、ガスコーニュ語:Nogaròu）は、フランス、オクシタニー地域圏、ジェール県のコミューン。

## 地理
コンドンの南西45kmのところにある。ミドゥール川、イゾテ川、ミドゥーザン川に面する。ノガロは低アルマニャック地方に分類される。

## 由来
Nogaroとは、『クルミの町』を意味するNugaroliumに由来する。

## 歴史
ノガロは、オーシュ大司教区の治外法権区域（fr:Sauveté）であった。オーシュ大司教オスタンドは、1055年にノガロをアルマニャック伯の臣下から領地として購入した。翌年に教会が建てられ、そこで教会会議が開催されている。
1050年以降、ノガロの治外法権区域は、商人たち（ワインのネゴシアンたち）が通行料を払わねばならなかった。町はオーシュ-トゥールーズ間、バイヨンヌやオーズとつながる道路の交差点で、どんな市でも町の外からの商品を見つけることができた。サリー・ド・ベアルンからの塩、大西洋岸からのニシン、サケ、チョウザメ、ピレネー山脈を越えてやってきた布、鉄、チーズ、南部から届いた油、オリーブ、イチジク、コショウ、ショウガ、琥珀、そして地元で生産されるテーブルウェア、油、木の実、コムギ、そしてワインであった。1219年に住民たちは自分たちの税関を持っていた。
低アルマニャック地方第一の封建都市および宗教都市として、1061年から1315年にかけてノガロでは7度の州教会会議が開催された。その宗教的な名声は1250年のコルドリエ会修道会の設立によって確認された。
16世紀にノガロは神学校を持っていたが、1569年にユグノーのモンゴムリ伯一派によって破壊された。教会は略奪にあい、柱は引き倒され、保管庫は荒らされ、家具が持ち出された。
町は17世紀に内戦の荒廃から復活した。1620年、カプチン会派修道院が設立された。しかし、1668年2月12日に発生した地震によって、修道院付属教会は崩壊した。
1829年、ノガロはブイとユルゴスの2つのコミューンと統合した。1893年、ユルゴスが再び分離し独立したコミューンとなった。

### 巡礼路
ノガロは、サンティアゴ・デ・コンポステーラの巡礼路のポディエンシス道上にある（マンシエとバルセロンヌ＝デュ＝ジェールの間）。
ジャカイル（Jacayles）と呼ばれる古い道がノガロのメイン・ストリートに通じており、どの住宅も（ナバーラのプエンテ・ラ・レイナのように）細長く非常に幅が狭い。

## 人口統計
| 1962年 | 1968年 | 1975年 | 1982年 | 1990年 | 1999年 | 2006年 | 2011年 |
| ------ | ------ | ------ | ------ | ------ | ------ | ------ | ------ |
| 1859   | 2140   | 2113   | 2013   | 2008   | 1881   | 1969   | 1985   |

参照元:1999年までEHESS、2004年以降INSEE

## 史跡・行事
- クルス・ランデーズ（fr:Course landaise） - 人気がある古式の闘牛。毎年7月14日と8月15日にコルヌ・ドールという催しが開かれる。
- ノートルダム・ド・ブイ教会 - ゴシック様式。その創設には、奇跡が関係したと伝えられている。ブエという名の雄牛を領主が飼っていた。この牛が木を根こそぎにし、聖母のかたちをした木の切り株を運んできた。領主は、近隣の敵に勝利したら教会を建立すると誓いを立てた。望みがかなえられたので、礼拝堂が建てられた。
- サン・ニコラ参事会教会

## 姉妹都市
- ウアルテ＝ウアルテ、スペイン